# Новогупалівська сільська рада
| Новогупалівська сільська рада — орган місцевого самоврядування у Вільнянському районі Запорізької області з адміністративним центром у с. Новогупалівка. Територія Новогупалівської сільської ради розташована на півночі Вільнянського району, в східній її частині з півночі на південь проходить Придніпровська залізниця. Сільській раді підпорядковані населені пункти: - с. Новогупалівка - с. Аграфенівка - с. Козаківське - с. Якимівське |

## Склад ради
Рада складається з 16 депутатів та голови.

### Керівний склад ради
| ПІБ                             | Основні відомості                                            | Дата обрання | Дата звільнення |
| ------------------------------- | ------------------------------------------------------------ | ------------ | --------------- |
| Бутилка Валектина Вікторівна    | Сільський голова, 1960 року народження, освіта, позапартійна | 26.03.2006   | 31.10.2010      |
| Бутилка Валентина Володимирівна | Сільський голова, 1960 року народження, освіта вища          | 31.10.2010   |                 |

Примітка: таблиця складена за даними джерела